# Fiat Barchetta
El Fiat Barchetta (pronunciado ˈfiat barˈketta) es un automóvil deportivo con carrocería descapotable biplaza producido por el fabricante italiano Fiat desde 1995 hasta 2005 (con una pausa en la producción entre mayo de 2002 y 2004). «Barchetta» en italiano significa «bote pequeño».  

## Historia

### Diseño
El Barchetta fue desarrollado entre 1990 y 1994 bajo el nombre de proyecto Spider 176 Tipo B. El diseño base del Barchetta surgió de Andreas Zapatinas inspirándose en el Ferrari 166 MM, manteniéndose a la cabeza del proyecto hasta 1993, cuando fue nombrado Jefe de diseño de Alfa Romeo. A partir de entonces el diseño pasó a manos de Alessandro Cavazza bajo la supervisión de Peter Barrett Davis en el Centro Stile Fiat, llevando el vehículo finalmente a producción en 1995. El interior fue construido a partir del primer concepto spider propuesto por Peter Davis y Bertolusso José.

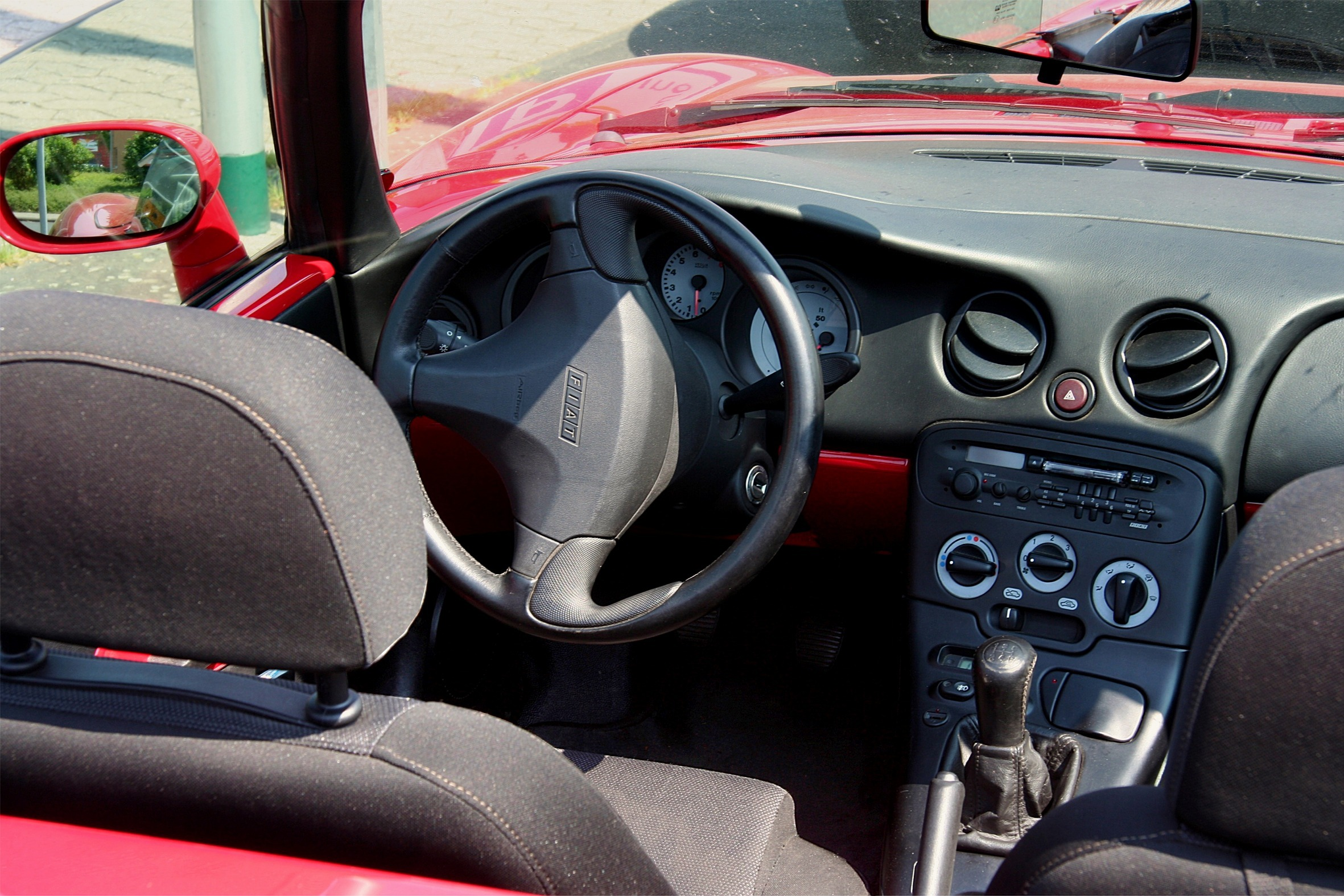
Panel de instrumentos

### Características técnicas
El automóvil fue diseñado a partir del chasis del Fiat Punto I, siendo recortado y equipado con un motor de 16V DOHC con 1.747 cc y árbol de levas variable, tecnología presente por primera vez en un modelo de Fiat. El motor desarrolla 130 CV a 6300 revoluciones por minuto, el mismo lo compartiría con otros modelos de Fiat, como el Coupé y la versión HGT del Punto (producido en 1999). El Barchetta pesa 1.056 kg sin aire acondicionado y puede acelerar según los datos oficiales de 0 a 100 km/h en 8,9 segundos y alcanzar una velocidad máxima de 190 km/h (118 millas por hora). La distribución de pesos comprende un 65% del peso en la parte delantera (debido a la disposición del motor y tracción delanteros) y un 35% en la parte trasera.

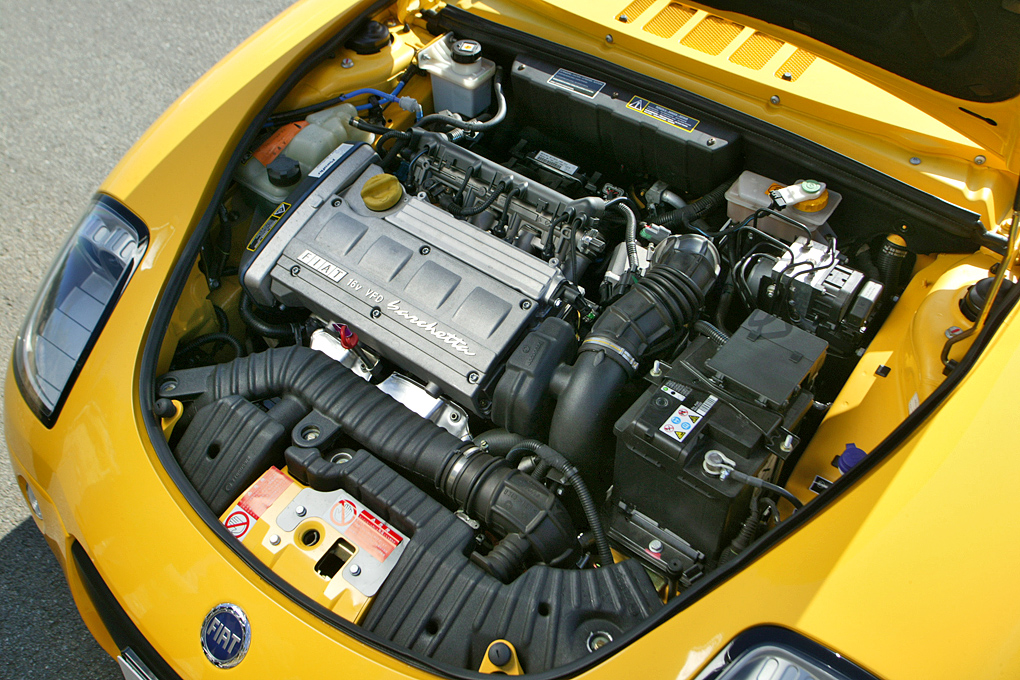
Debajo del capo

### Producción en serie

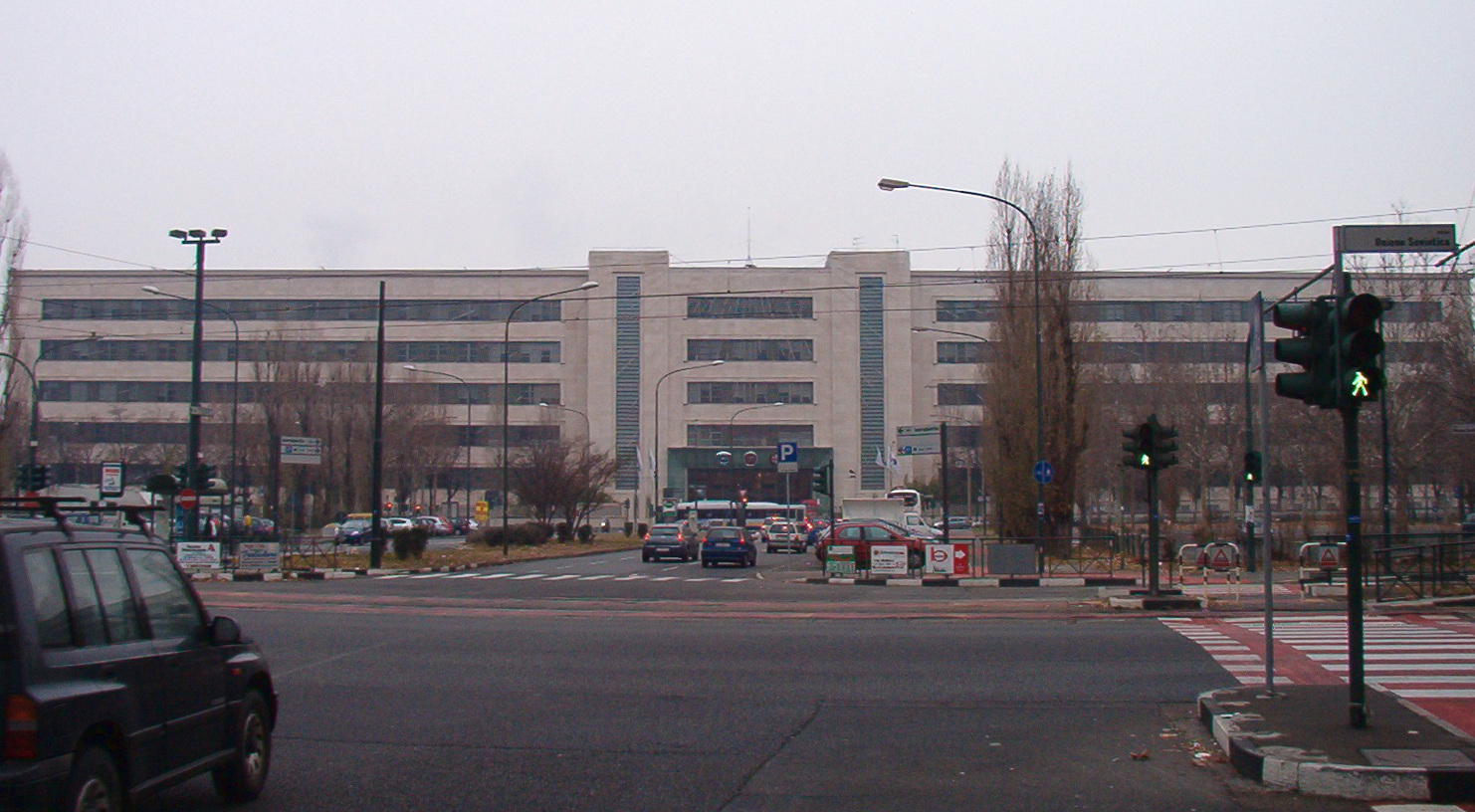
Planta Mirafiori de Fiat

La carrocería del vehículo y su estructura se soldaban en la fábrica ILCAS en la región de Sparone Canavese, y el montaje final se realizaba en la planta de Chivasso por Carrozzeria Maggiora. Después de la quiebra de Maggiora en 2002, Fiat trasladó la producción del Barchetta a la planta de Fiat Mirafiori y reanudó la producción dos años después. La mayor parte de la producción del Barchetta estuvo limitaba a vehículos con volante a la izquierda, solamente en el Reino Unido y Japón se comercializaron modelos con volante a la derecha. El primer modelo de prueba fabricado se ensambló en septiembre de 1994 (chasis 00000099) y la verdadera producción en serie comenzó a finales del mes de marzo de 1995. La última unidad fabricada salió de la fábrica de Mirafiori en junio del 2005, cuando finalmente cesó la producción.